# Saison 2019-2020 du MC Alger
Maillots
Chronologie
Saison précédente Saison suivante
La saison 2019-2020 du Mouloudia Club d'Alger est la 52e saison du club Algérois en première division du Championnat d'Algérie de football, la seizième consécutive au sein de l'élite du football algérien. Le club est engagé en championnat d'Algérie, Coupe d'Algérie, Championnat arabe des clubs 2019-2020.

## Préparation d'avant-saison
La reprise de l'entraînement a été fixée au Jeudi 4 juillet 2019 par Bernard Casoni, a l’annexe du 5 Juillet, et le 7 juillet 2019 le club s'est rendu a Aïn Draham en Tunisie pour commencer le premier stage pré-saison qui s'est déroulé jusqu'au 14 juillet 2019 sans jouer aucun match amical , le deuxième stage s'est déroulé a Lubin en Pologne entre le 19 et 1er août 2019 , le Mouloudia Club d'Alger a joué 2 matchs amicaux en Pologne et 2 autres en Algérie .

## Transferts

### Transferts estivaux
| Nom                       | Nationalité | Poste     | Transfert                | Provenance/Destination | Division             |
| ------------------------- | ----------- | --------- | ------------------------ | ---------------------- | -------------------- |
| Arrivées                  |             |           |                          |                        |                      |
| Ahmed Boutagga            | Algérie     | Gardien   | Transfert gratuit        | USM Blida              | Ligue 2              |
| Athmane Toual             | Algérie     | Gardien   | Transfert gratuit        | Béjaïa                 | Ligue 1              |
| Walid Alati               | Algérie     | Défenseur | Transfert gratuit        | NA Hussein Dey         | Ligue 1              |
| Belkacem Brahimi          | Algérie     | Défenseur | Transfert gratuit        | NA Hussein Dey         | Ligue 1              |
| Farouk Chafaï             | Algérie     | Défenseur | Transfert gratuit        | USM Alger              | Ligue 1              |
| Zidane Mebarakou          | Algérie     | Défenseur | Transfert gratuit        | Al Wehda Club          | Saudi Premier League |
| Miloud Rebiaï             | Algérie     | Milieu    | Transfert gratuit        | ES Sétif               | Ligue 1              |
| Chamseddine Harrag        | Algérie     | Milieu    | Transfert gratuit        | NA Hussein Dey         | Ligue 1              |
| Mehdi Ouertani            | Tunisie     | Milieu    | Transfert gratuit        | NA Hussein Dey         | Ligue 1              |
| Abdelmoumene Djabou       | Algérie     | Milieu    | Transfert gratuit        | ES Sétif               | Ligue 1              |
| Abdellah El Moudene       | Algérie     | Milieu    | Transfert gratuit        | MC Oran                | Ligue 1              |
| Abdenour Belkheir         | Algérie     | Attaquant | Transfert gratuit        | CS Constantine         | Ligue 1              |
| Rooney Eva Wankewai       | Cameroun    | Attaquant | Transfert gratuit        | PAO Aittitos Spata FC  | Gamma Ethniki        |
| Départs                   |             |           |                          |                        |                      |
| Abdelkader Morcely        | Algérie     | Gardien   | libérer                  | USM Bel-Abbès          | Ligue 2              |
| Said Daâs                 | Algérie     | Gardien   | libérer                  | ES Sétif               | Ligue 1              |
| Islam Arous               | Algérie     | Défenseur | Fin de prêt              | Paradou AC             | Ligue 1              |
| Zakaria Haddouche         | Algérie     | Défenseur | Libérer                  | USM Alger              | Ligue 1              |
| Abdelghani Demmou         | Algérie     | Défenseur | Transfert libre          | Ohod Club              | Saudi Premier League |
| Ryad Kenniche             | Algérie     | Défenseur | Libérer                  | -                      | -                    |
| Farès Hachi               | Algérie     | Défenseur | Libérer                  | SC Lyon                | National             |
| Aliou Dieng               | Mali        | Milieu    | Transfert 2,5 millions € | Al Ahly                | Premier League       |
| Hichem Chérif El-Ouazzani | Algérie     | Milieu    | Suspendu 4 ans           | -                      | -                    |
| Ibrahim Amada             | Madagascar  | Milieu    | Fin de Contrat           | Al-Khor                | Qatar Stars League   |
| Mansour Benothmane        | Algérie     | Attaquant | Libérer                  | ASO Chlef              | Ligue 1              |
| Mohamed Souibaâh          | Algérie     | Attaquand | Transfert                | ES Sétif               | Ligue 1              |
| Oussama Tebbi             | Algérie     | Attaquant | Transfert libre          | ES Sétif               | Ligue 1              |

### Transferts hivernaux
Le mercato d'hiver se déroule du 1er au 31 janvier 2020 en Algérie.
| Nom                 | Nationalité | Poste     | Transfert | Provenance/Destination | Division             |
| ------------------- | ----------- | --------- | --------- | ---------------------- | -------------------- |
| Arrivées            |             |           |           |                        |                      |
| Abdelhak Sailaa     | Algérie     | Défenseur | Transfert | MC El Eulma            | Ligue 2              |
| Départs             |             |           |           |                        |                      |
| Farouk Chafaï       | Algérie     | Défenseur | Transfert | Damac FC               | Saudi Premier League |
| Ayoub Azzi          | Algérie     | Défenseur | Transfert | Umm Salal SC           | Qatar Stars League   |
| Sofiane Bendebka    | Algérie     | Milieu    | Transfert | Al-Fateh               | Saudi Premier League |
| Rooney Eva Wankewai | Cameroun    | Attaquant | Prêt      | AS Ain M'lila          | Ligue 1              |

## Compétitions
| Championnat d'Algérie | Coupe d'Algérie             | Coupe Arabe             |
| --------------------- | --------------------------- | ----------------------- |
| Deuxieme 37 point     | Seizièmes de finale éliminé | Quart de finale éliminé |
| 11V 4N 6D             | 1V 0N 1D                    | 2V 3N 1D                |
| TOTAL : 14V 7N 8D     |                             |                         |

### Championnat d'Algérie
La Ligue 1 2019-2020 est la cinquante-sixième édition du Championnat d'Algérie de football et la neuvième sous l'appellation « Ligue 1 ». L'épreuve est disputée par seize clubs réunis dans
un seul groupe et se déroulant par matches aller et retour, soit une série de trente rencontres. Les trois premières places de ce championnat sont qualificatives pour les compétitions africaines que sont la Ligue des champions et la Coupe de la confédération.

## Effectif professionnel actuel

### Onze de départ (toutes compétitions)
(Mis à jour le :16 septembre 2019)
| \| No. \| Pos. \| Joueur \| Titulaire \| Notes \| \| --- \| ---- \| -------------------- \| --------- \| ----------------------------- \| \| 1 \| GB \| Farid Chaâl \| 4 \| \| \| 22 \| DC \| Ayoub Azzi \| 3 \| Mebarakou a 2 titularisation \| \| 5 \| DC \| Farouk Chafaï \| 2 \| \| \| 27 \| DD \| Abderrahmane Hachoud \| 3 \| Alati a 1 titularisation \| \| 13 \| DG \| Belkacem Brahimi \| 3 \| Lamara a 1 titularisation \| \| 18 \| MD \| Mehdi Ouertani \| 1 \| El Moudene a 2 titularisation \| \| 10 \| MO \| Abdelmoumene Djabou \| 4 \| \| \| 25 \| MR \| Sofiane Bendebka \| 4 \| Harrag a 1 titularisation \| \| 17 \| AiD \| Walid Derrardja \| 4 \| \| \| 21 \| AiG \| Abdenour Belkheir \| 3 \| Rebiai a 1 titularisation \| \| 23 \| AC \| Samy Frioui \| 2 \| Nekkache a 2 titularisation \| | Chaâl Azzi Chafaï Hachoud Brahimi Ouertani (C) Bendebka Djabou Derrardja Belkheir Froui |                      |           |                               |
| No. | Pos.                                                                                    | Joueur               | Titulaire | Notes                         |
| 1 | GB                                                                                      | Farid Chaâl          | 4         |                               |
| 22 | DC                                                                                      | Ayoub Azzi           | 3         | Mebarakou a 2 titularisation  |
| 5 | DC                                                                                      | Farouk Chafaï        | 2         |                               |
| 27 | DD                                                                                      | Abderrahmane Hachoud | 3         | Alati a 1 titularisation      |
| 13 | DG                                                                                      | Belkacem Brahimi     | 3         | Lamara a 1 titularisation     |
| 18 | MD                                                                                      | Mehdi Ouertani       | 1         | El Moudene a 2 titularisation |
| 10 | MO                                                                                      | Abdelmoumene Djabou  | 4         |                               |
| 25 | MR                                                                                      | Sofiane Bendebka     | 4         | Harrag a 1 titularisation     |
| 17 | AiD                                                                                     | Walid Derrardja      | 4         |                               |
| 21 | AiG                                                                                     | Abdenour Belkheir    | 3         | Rebiai a 1 titularisation     |
| 23 | AC                                                                                      | Samy Frioui          | 2         | Nekkache a 2 titularisation   |

## Affluence

### Meilleures affluences de la saison
| Rang | Match                    | Score | Journée | Date         | Affluence |
| ---- | ------------------------ | ----- | ------- | ------------ | --------- |
| 1    | MC Alger - AS Aïn M'lila | 1 - 1 | J1      | 15 août 2019 | 30 000    |
| 2    | Paradou AC - MC Alger    | 1 - 2 | J2      | 19 août 2019 | 10 000    |

### Affluences par journée
Ce graphique représente le nombre de spectateurs présents au 5-Juillet lors de chaque match à domicile et les deux derbys contre USM Alger et le Paradou AC .

### Équipe réserve
L'équipe réserve du mouloudia, aussi appelée « équipe espoir », sert de tremplin vers le groupe professionnel pour les jeunes mais permet également à certains joueurs non alignés avec l'équipe professionnelle d'avoir du temps de jeu ou de récupérer d'une blessure.

### Statistiques détaillées
| Place | Joueur               | Ligue 1 | Coupe d'Algérie | Coupe d'Arabe | Total |
| ----- | -------------------- | ------- | --------------- | ------------- | ----- |
| 1     | Samy Frioui          | 1       | 0               | 0             | 1     |
| -     | Farouk Chafaï        | 1       | 0               | 0             | 1     |
| -     | Walid Derardja       | 1       | 0               | 0             | 1     |
| -     | Abderahmane Hachoud  | 1       | 0               | 0             | 1     |
| -     | Sofiane Bendebka     | 1       | 0               | 0             | 1     |
| -     | Belkacem Brahimi     | 1       | 0               | 0             | 1     |
| -     | Abderrahmane Bourdim | 1       | 0               | 0             | 1     |

| Place | Joueur              | Ligue 1 | Coupe d'Algérie | Coupe d'Arabe | Total |
| ----- | ------------------- | ------- | --------------- | ------------- | ----- |
| 1     | Abdelmoumene Djabou | 3       | 0               | 0             | 3     |
| 2     | Sofiane Bendebka    | 2       | 0               | 0             | 2     |